# Koekoeksklok

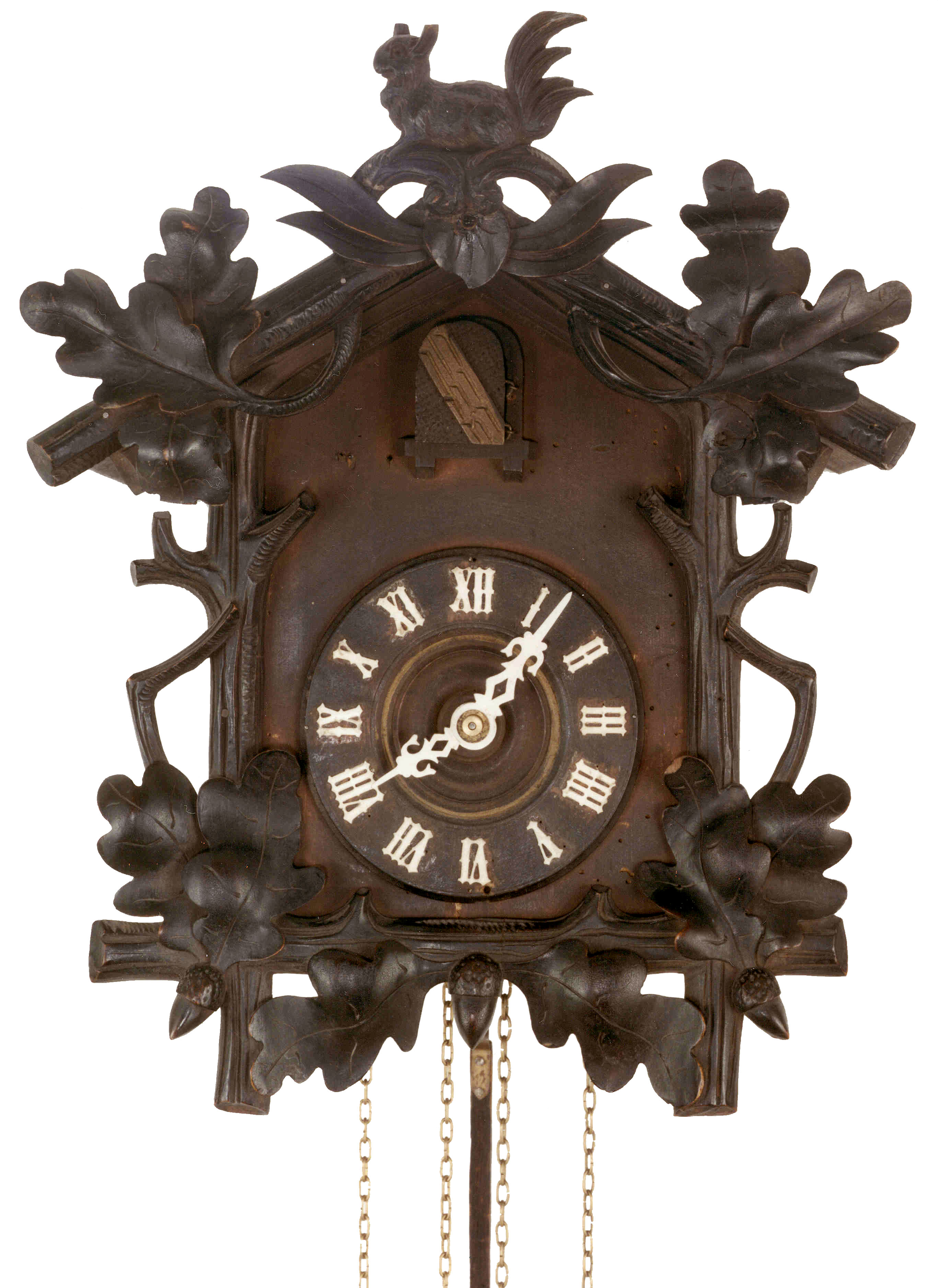
Een koekoeksklok

Een koekoeksklok is een slingerklok, die de uren aangeeft door het nadoen van het geluid van een koekoek. Meestal zet het slaguurwerk een mechanisme in werking waardoor er op het hele uur een koekoek tevoorschijn komt.

## Geschiedenis
Oorspronkelijk komt de koekoeksklok uit het Zwarte Woud in Duitsland. Traditioneel wordt de uitvinding toegeschreven aan de Schönwaldse klokkenmaker Franz Ketterer in 1730. Omstreeks deze tijd is inderdaad de techniek ontstaan met balgen en fluitjes die het geluid van de koekoek imiteren en toegevoegd werden aan een slingerklok. 
In het klokkenmuseum van Furtwangen is een aantal vroege variaties van koekoeksklokken te zien. Veel koekoeksklokken hebben thema's. Veelal komt de koekoek in het snijwerk voor, samen met esdoornblad. Meestal zijn de klokken gesneden uit lindehout. Oude klokken zijn te herkennen aan dieper en realistischer snijwerk van soms heel hoge kwaliteit. Oude klokken hebben vaak wijzers van ivoor en deze zijn niet zo heel wit van kleur. Ook de vaak Romeinse cijfers zijn bij oude klokken van ivoor. Latere klokken kregen kunststof wijzers. Vooral in de jaren zestig van de 20e eeuw beleefde de klok een revival, als het gevolg van het toenemende toerisme. Men kon uitstapjes maken en een koekoeksklok geldt als een nuttig souvenir. De productie van kleinere klokken is grootschalig gemechaniseerd. Er zitten eenvoudiger uurwerken in. De wat duurdere klokken hebben uurwerken die te reviseren zijn. Over het algemeen lopen deze klokken rustiger en tikken ze minder hard.

## Productie
De koekoeksklok wordt hoofdzakelijk in het Zwarte Woud geproduceerd, in de buurt van Triberg en Neustadt. In Schonach maken Robert Herr en Anton Schneider nog steeds koekoeksklokken. Het snijwerk is gemechaniseerd en veel klokken zijn massaproduct geworden. 

## Een- en meerdaags uurwerken
Er zijn eendaagse uurwerken, waarbij na één dag de gewichten weer opgetrokken moeten worden. De gewichten wegen dan tussen de 600 en 800 gram. Er zijn ook achtdaagse uurwerken. De gewichten daarvan zijn groter en wegen soms 1600 gram of meer.

## Het koekoeksgeluid
Van oorsprong was de klok bedoeld als wekker. Het geluid van een haan is moeilijk mechanisch te maken. In de buurt zitten ook veel orgelbouwers. Er werden daarom twee orgelpijpjes met een blaasbalgje in de klok geplaatst die via een stangenstelsel in werking gesteld konden worden, in plaats van de normale gongslag of bel. De gong is nog bij de koekoek terug te vinden. De haan werd vervangen door een koekoek. Deze koekoek beweegt door een ijzerdraadje dat verbonden is met de balg die het eerst gaat en de staart van de vogel optilt, zodat deze vooroverbuigt.

## Variaties
De allervroegste klokken waren "Bahnhäusl"-klokken in de vorm van een houten baanwachtershuisje met versieringen eromheen. Ook het uurwerk was opgebouwd uit houten delen. De tandraderen en kamwielen waren al van metaal en ook de assen liepen in messing bussen. Het zijn gewilde objecten voor verzamelaars geworden. Vaak hadden deze klokken nog met lood gevulde houten gewichten in de vorm van een dennenappel.
Klokken in de vorm van een schilderij zijn ook in het Zwarte Woud gemaakt. Sommige koekoeksklokken zijn voorzien van extra mechanieken, zoals een speeldoos, dansende poppetjes, een draaiende watermolen of een kwartel die het aantal kwartieren roept. Zelfs zijn er klokken met een klimmende boerenknecht die vreemdgaat met de boerin. De boer zelf komt er met de hooivork achteraan. Ooievaars die jongen voeren, zagende holzhacker Buben, soms proostend met bier.
Ook zijn er klokken met thema's. Zo zijn er jachtklokken met aan weerszijden een haas en een patrijs en boven op de kap een edelhert met een gekruist gewei. Onderaan hangt de jagerstas. Ook zijn er klokken met houtsnijwerk uit naaldhout, met eekhoorns en bovenop een korhoen. Klokjes in de vorm van een chalet met meertonige speeldozen. Ook zijn er speeldozen met een dubbele melodie. Klokken met een melodie hebben drie gewichten. Er zijn ook klokken met uilen als decoratie. In wijngebieden kwam ook vaak het thema van een druivenpikkende raaf en een vos onderaan de klok voor. Er zijn ook klokken met edelweiss. De meeste klokken hebben echter een koekoek in de kap die net opvliegt en eiken- of esdoornblad als motief. De slinger heeft dan hetzelfde motief.
Er zijn ook klokken met twee koekoeken erin die een echoroep nadoen. De klokken variëren in grootte van 10 tot wel 250 centimeter hoog.
Een aparte en zeldzame variëteit is de Tischuhr; een tafelmodel zonder gewichten, maar met veertrommels. Sommige zien eruit als een gewone klok en soms zit de koekoek in een apart dakkapelletje (Biedermeier). Prijzen variëren van enkele tientjes tot duizenden euro's. Uiteraard speelt de grootte en de kwaliteit van het snijwerk een grote rol.
Verder bestaan er klokken met Hummelpoppen erin. Deze draaien op een speelwerk rond.
Ook zijn er elektronische klokken met koekoeksgeluid. Deze klokken lopen nauwkeuriger en hebben gewichten voor de sier. Een batterij drijft het uurwerk aan. Meestal zijn ze van plastic. Er zijn er ook met een koe, aap, geit en dergelijke, maar dat heeft weinig met het originele concept te maken.